# 喬治·茨威格
喬治·茨威格（英語：George Zweig，1937年5月30日—），美國物理學家及神經生物學家，因與默里·蓋爾曼分別提出夸克模型而聞名。在職業為結構工程師的父親為期五年的駐蘇聯莫斯科工作期間，茨威格誕生，在父親駐外工作結束後，全家遷居到維也納，然後返回美國。原本要在理查德·費曼的指導下成為粒子物理學家，但後來轉往研究神經生物學。他在洛斯阿拉莫斯國家實驗室及麻省理工學院任職科學研究員，但於2004年轉投金融行業。

## 生平
茨威格於1957年畢業於密歇根大學，隨後到加州理工學院當研究生，期間在1964年提出了夸克這一概念（與默里·蓋爾曼同期，但兩者為獨立研究）。因為他推測這粒子共有四種，跟撲克牌一樣有四種花色，所以茨威格給它們起名叫“艾斯”（Aces，撲克牌中的A）。夸克的引入是粒子物理學的一項重要里程碑。
像蓋爾曼一樣，他也意識到強子（例如質子和中子）的多項重要特性，可以通過其他構成粒子的三重態來解釋（茨威格叫這些構成粒子艾斯，蓋爾曼則叫它們夸克），而這種新粒子的重子數及電荷為分數。跟蓋爾曼不一樣的是，茨威格能想到夸克模型的部分起因是，他當時在研究φ介子變成ρ及π介子的衰變，而這種衰變的發生率比理論的預測值要低得多，這種特性現在叫OZI規則，其中“Z”指的就是“茨威格”。在後來的技術詞彙來說的話，也就是最後蓋爾曼說明了“淨夸克”（夸克本身），而茨威格則說明了“組夸克”（淨夸克及其周圍的膠子場）。
就像天體物理學家約翰·葛瑞賓指出的那樣，由於蓋爾曼對基本粒子及其交互作用分類的貢獻，獲頒1969年的諾貝爾物理學獎是實至名歸；但當時夸克理論仍未被普遍接受，因此在他的獲獎原因中並沒有列出。後來，夸克理論成為粒子物理學標準模型的一部份，據推測諾貝爾委員會大概認為，不可能在不再度授獎予蓋爾曼的情況下，肯定茨威格對最先詳細解釋理論後果，及提出它們可能確實存在的貢獻。然而，費曼還是在1977年提名了蓋爾曼和茨威格，去角逐物理學獎，這大概是費曼所作的唯一一次諾貝爾提名。無論如何，儘管茨威格對現代物理的這項中心理論，有着如此的貢獻，他到現時還是沒有被授予諾貝爾獎
。
後來茨威格轉而研究神經生物學，並研究過聲波是在人類耳朵的耳蝸中，是如何被轉導成神經電訊號的。在1975年，他在研究耳朵時，發現了連續小波轉換。茨威格在2004年後於紐約長島的文艺复兴科技公司工作，随后离职，并于2015年创办自己的对冲基金。

## 獎項及榮譽
- 麥克阿瑟獎（1981年）
- 美國國家科學院（1996年）
- 樱井奖 (2015年)